# Getsvedjeberget
Der Getsvedjeberget ist ein Berg in der Region Västernorrlands län in Nord-Schweden. Er befindet sich im Gebiet von Kramfors, ungefähr 35 Kilometer südlich der Stadt Örnsköldsvik. Der Getsvedjeberget ist etwa 200 Meter hoch und bietet einen spektakulären Blick auf die umliegende Landschaft und den angrenzenden Nationalpark Skuleskogen und die Höga Kusten. Eine steinerne Plattform Predikstolen genannt bietet eine tolle Perspektive für Fotografien.
Es gibt einen markierten Wanderweg, der zum Gipfel des Getsvedjeberget führt, der Wanderweg ist etwa 2,5 Kilometer lang und führt durch eine schöne Landschaft mit Wäldern und Felsen.